# Staatsspoorweg
Een staatsspoorweg is een spoorwegonderneming die van staatswege aangelegd is en/of geëxploiteerd wordt.
Gedurende de hele geschiedenis van de spoorwegen is er debat geweest over de vraag in welke mate de overheid zich met aanleg en exploitatie van spoorwegen moest bemoeien. De eerste spoorwegen in Engeland ontstonden in de 19e eeuw door particulier initiatief. 

## België
De eerste staatsspoorweg werd in 1835 in België geopend. Hiervoor bestond een dringende aanleiding: door de splitsing van België en Nederland in 1830 was de Antwerpse haven van haar Duitse achterland afgesneden. Door de nieuwe spoorlijn van staatswege aan te leggen konden de tarieven laag gehouden worden en zo werd de economie gestimuleerd. Bij de besluitvorming voor de nieuwe spoorlijn konden alle gewesten meepraten, hierdoor werd de Belgische regering gedwongen niet alleen een spoorlijn aan te leggen van Antwerpen naar Duitsland maar een netwerk van spoorlijnen zodat alle gewesten van de nieuwe techniek konden profiteren.

## Nederland
In Nederland was de aanleg van spoorwegen aanvankelijk particulier initiatief. In 1860 besloot de Nederlandse regering van staatswege spoorlijnen aan te leggen naar die gebieden die nog niet per spoor ontsloten waren (zie Staatsaanleg van spoorwegen in Nederland). Maar de exploitatie bleef in particuliere handen, hiertoe werd een particulier bedrijf opgericht dat Maatschappij tot Exploitatie van Staatsspoorwegen heette. Tegenwoordig verzorgt ProRail het onderhoud, de exploitatie en de uitbreidingen.

## Pruisen
Eind 19e eeuw golden de Preußische Staatseisenbahnen (vaak foutief Königlich Preußische Eisenbahn-Verwaltung genoemd) als schoolvoorbeeld van goed georganiseerde staatsspoorwegen. Toch zijn ook in Pruisen de spoorwegen aanvankelijk door particulier initiatief ontstaan. In 1866 won Pruisen de Pruisisch-Oostenrijkse Oorlog door gebruik te maken van de snelle verplaatsingsmogelijkheden van de spoorwegen, hiermee werd het strategisch belang van de spoorwegen bewezen en dit was voor de Pruisische regering aanleiding zich veel intensiever met spoorwegen te bemoeien. Spoorwegen werden genationaliseerd en er ontstond een van staatswege geëxploiteerd net dat in 1890 23.000 kilometer besloeg. De Pruisische staatsspoorwegen waren niet alleen een goed georganiseerd transportsysteem, zij waren feitelijk een verlengstuk van het leger en instrument van de (succesvolle) nationale expansiepolitiek.

## Strategisch belang
Begin 20e eeuw is het strategisch belang van spoorwegen zo evident dat overal in de wereld staatsspoorwegen ontstaan. Staatsspoorwegen worden de norm, particuliere exploitatie uitzondering. Tijdens de Eerste en de Tweede Wereldoorlog hebben de spoorwegen de hoofdrol gespeeld in de logistiek. Na de Tweede Wereldoorlog is de militaire betekenis van spoorwegen overvleugeld door auto en vliegtuig. Toen vanaf 1989 het communisme viel, verviel ook de ideologische basis van een grote staatsbemoeienis en hiermee zou het fenomeen van staatsspoorwegen weer afbrokkelen.

## Europese Unie
In 1991 nam de Europese Unie richtlijn 91/440 aan die ingrijpende reorganisatie van de spoorwegen voorschreef. De resolutie verplicht de lidstaten exploitatie en infrastructuur te scheiden terwijl de staten zich uit de exploitatie moeten terugtrekken. Hiermee heeft de Europese Unie de jure een einde gemaakt aan staatsexploitatie. De facto opereren veel spoorwegbedrijven nog steeds als (semi)staatsbedrijf.